# وزارت کشور (فرانسه)
وزارت کشور (به فرانسوی: Ministre de l'Intérieur) یکی از وزارت‌خانه‌های دولت فرانسه است.
مسئولیت‌ها:

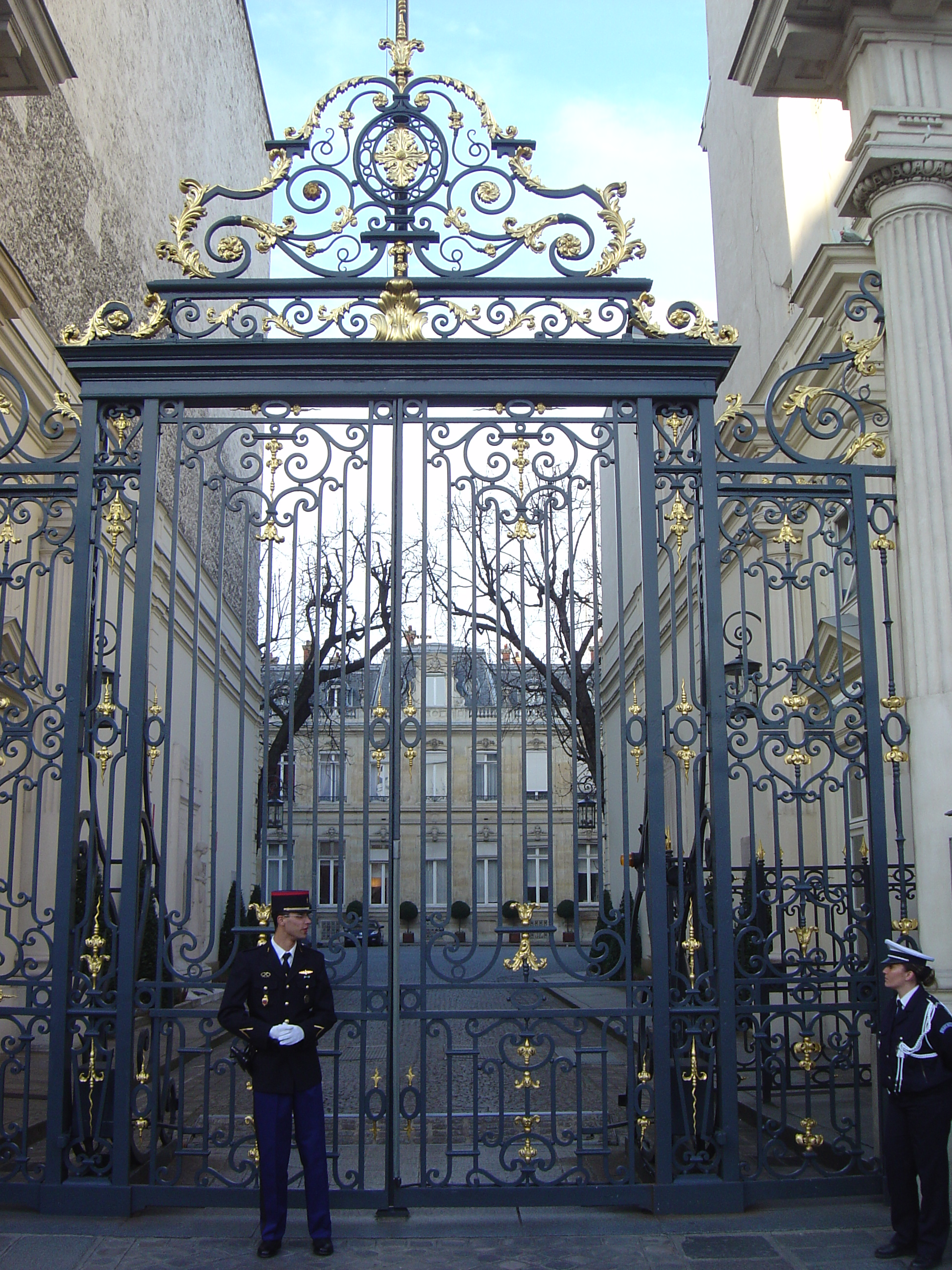
درب ورودی وزارت که توسط یک ژاندارم (چپ) و یک پلیس (راست) محافظت می‌شود

- تأمین امنیت، نظارت بر اجرای قوانین با نهادهای مربوطه (مثل پلیس ملی یا ژاندارمری) و حراست از شهروندان.
- اعطاء اسناد هویتی (پاسپورت، کارت شناسایی و …) یا گواهینامه رانندگی.
- رابط بین دولت مرکزی و مراکز دولتی محلی.
- برگزاری انتخابات.
- نظارت بر مهاجرت و برخورد با مهاجرت غیرقانونی
- بخشداری‌ها و مراکز محلی زیر نظر وزیر این وزارت‌خانه هستند.

## پیوند
- وبگاه رسمی